# Intercursus Magnus
O Intercursus Magnus foi um importante e duradouro tratado comercial assinado em fevereiro de 1496 pelo rei Henrique VII da Inglaterra e pelo duque Filipe IV da Borgonha. Outros signatários incluíam as potências comerciais de Veneza, Florença, Holanda e a Liga Hanseática.

## Antecedentes
As Guerras das Rosas, uma série de guerras civis dinásticas entre dois ramos da Casa de Plantageneta, foram travadas em vários episódios esporádicos, principalmente entre 1455 e 1485. Em 1485, o pretendente Lancaster Henrique Tudor derrotou o rei Yorkista Ricardo III em Bosworth Field e casou -se com Elizabeth de York, filha de Eduardo IV e irmã dos Príncipes na Torre, para unir as casas. Em 1490, um jovem Fleming, Perkin Warbeck, apareceu e afirmou ser Richard, o mais jovem dos Yorkistas Príncipes na Torre e, portanto, um pretendente à coroa inglesa. Warbeck já havia forçado a mão de Henrique na política externa durante a Guerra Franco-Bretona, forçando Henrique a assinar o Tratado de Étaples para fazer com que a França o banisse, apesar da promessa de Henrique. para ajudar a Bretanha na guerra, conforme exigido pelo Tratado de Redon. Warbeck foi, portanto, a ameaça mais significativa durante o reinado de Henrique e os últimos remanescentes da Guerra das Rosas. Em 1493, Warbeck ganhou o apoio da irmã de Eduardo IV, Margaret, duquesa viúva da Borgonha, que era uma forte e persistente inimiga de Henrique VII por ser irmã de Ricardo III da Inglaterra. Ela permitiu que ele permanecesse em sua corte, deu-lhe 2 000 mercenários e apoio para uma eventual invasão da Inglaterra.
Após a Peste Negra no final do século XIV, a Inglaterra começou a dominar o mercado europeu de tecidos, com o comércio atingindo um primeiro pico em 1447, quando as exportações de tecidos atingiram 60 000. Os Países Baixos, então borgonheses, eram um dos principais mercados de exportação da Inglaterra, particularmente Antuérpia. O comércio de tecidos era importante para a Borgonha, além de ser um componente importante da economia inglesa (representando 80% das exportações inglesas em 1485).

## O Tratado
Foi um grande e corajoso ato de política interna e externa, portanto, para Henrique VII emitir um embargo comercial - retribuído pelo duque Filipe IV da Borgonha - como resultado da intromissão de Margaret. Henrique forçou a Company of Merchant Adventurers of London, a empresa que detinha o monopólio do comércio de lã flamengo e com quem tinha um bom relacionamento, a se mudar de Antuérpia para o Pale de Calais e expulsou os mercadores flamengos da Inglaterra. Embora isso tivesse sido suicida quando Henrique subiu ao trono em 1485 devido à dependência de Antuérpia como um centro comercial, uma série de tratados comerciais bem-sucedidos durante 1486 - inclusive com a França e a Bretanha que removeu todas as restrições comerciais anglo-francesas - assim como o Tratado de Medina del Campo (1489) diversificou as rotas comerciais inglesas e forneceu a Henrique o espaço necessário para manter o comércio inglês através de Antuérpia como refém, a fim de negociar a remoção do apoio da Borgonha a Warbeck.
Esta diversificação das rotas comerciais inglesas permitiu que Henrique mantivesse o embargo por 3 anos, até 1496. A influência de Margarida desvaneceu-se após a ameaça da remoção de suas terras dote do Condado de Artois e Borgonha palatina e ficou claro que o embargo estava prejudicando tanto o As economias inglesa e flamenga, então o Intercursus Magnus foi assinado, com a aceitação de Margaret da sucessão Tudor e o banimento de Warbeck sendo condições do tratado. Filipe também queria garantir a ajuda inglesa contra a França e, portanto, o tratado tinha condições muito favoráveis para os mercadores ingleses. O tratado concedeu privilégios comerciais recíprocos a ingleses e flamengos e estabeleceu deveres. Essas certezas ajudaram muito a exportação inglesa de lã e, portanto, tanto o tesouro de Henrique VII quanto a indústria flamenga e brabantina, ao mesmo tempo em que proporcionava liberdade às pescarias holandesas e zelandesas. Outras promessas do tratado de justiça imparcial para os mercadores ingleses nas cortes da Borgonha foram mal executadas. A importância do tratado para a Inglaterra, que ainda dependia fortemente do comércio de lã através de Antuérpia, não pode ser exagerada e serviu como outro grande sucesso para Henrique em seus objetivos econômicos e de política externa.
O tratado permaneceu em vigor até 1506, quando o duque Filipe e sua esposa, Joana de Castela, naufragaram na costa da Inglaterra a caminho de Castela. Henrique VII essencialmente manteve os dois cativos até que Filipe concordou com o Malus Intercursus, que forneceu termos ainda mais favoráveis aos mercadores ingleses e exigiu que os borgonheses entregassem Edmund de la Pole, 3º Duque de Suffolk, o maior inimigo e pretendente de Henrique ao lado de Warbeck. No entanto, após a morte de Philip em setembro de 1506, tendo sido libertado da Inglaterra em fevereiro ou março após uma estadia forçada de 6 semanas, sua irmã, Margaret da Áustria, recusou-se a ratificar os termos do tratado (que a teria prometido ao recém-viúvo Henrique VII), e mais tarde assinou um terceiro tratado em 1507 que viu um retorno quase completo aos termos do Intercursus Magnus.
Perkin Warbeck, que fugiu antes da assinatura do tratado (como havia feito na França antes do Tratado de Etaples) apareceu na Escócia em setembro de 1496. Ele persuadiu Jaime IV da Escócia a invadir a Inglaterra, mas, um ano depois, Warbeck desembarcou na Cornualha com alguns milhares de tropas, fomentando a Segunda Revolta da Cornualha de 1497. Ele foi capturado na Abadia de Beaulieu em Hampshire e enforcado em Tyburn em 23 de novembro de 1499.